# Gaobeidian
Gaobeidian (chiń. 高碑店市) – miasto w środkowej części Chin, w prowincji Hebei. Według danych na 2010 rok miasto zamieszkiwało 274 853 osób.
W pobliżu miejscowości znajduje się klasztor Kaishan si.